# Lageregelung
Lageregelung oder Positionsregelung bezeichnet die Regelung der Position eines Systems, z. B. einer Roboterachse oder eines Roboters. Dabei kann die Regelung des kompletten Systems etwa in der Servicerobotik oder die Regelung des Endeffektors z. B. bei Industrierobotern gemeint sein. Die Struktur des Regelkreises ist häufig eine Ineinanderschachtelung von Lage-, Drehzahl- und Stromregelkreis, siehe auch Kaskadenregelung

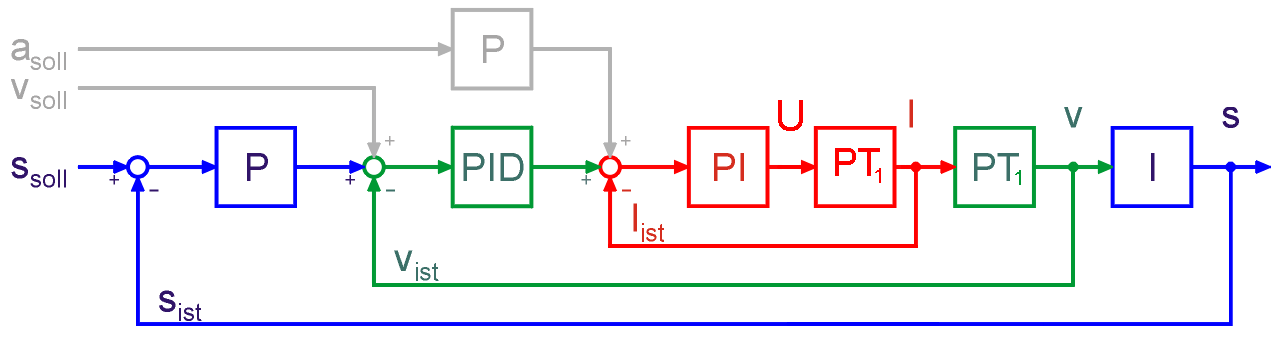
Blockschaltbild Lageregelung als Kaskadenregelkreis mit Vorsteuerung

s: Position (Lage), v: Geschwindigkeit (Drehzahl), a: Beschleunigung, U: Spannung, I: Strom im Motor, PT1 (rot): Induktivität des Elektromotors, PT1 (grün): Masse von Motor und Maschinenteil

blau – Lageregelkreis

grün – Drehzahlregelkreis

 rot   – Stromregelkreis

grau – Vorsteuerung der Drehzahl und Beschleunigung
Die Sollwertvorgaben kommen von der übergeordneten Positionssteuerung.

## Reglereinstellung
Um den Antrieb tatsächlich betreiben zu können, sind sinnvolle Einstellungen für die Verstärkungen der Regelkreise vorzugeben bzw. zu wählen. Dies geschieht z. B. durch eine automatische Regleroptimierung oder alternativ durch auf Erfahrung beruhende Einstellwerte. Moderne Verfahren ermöglichen auch eine Adaption der Parameter z. B. in Abhängigkeit von der Massenträgheit des Systems.
Bei der Reglereinstellung wird zuerst der innerste Regelkreis (Stromregler) optimiert, danach folgen die äußeren Regelkreise mit Drehzahlregler und Lageregler.
Ungünstige Reglereinstellungen führen hingegen z. B. zum Überschwingen des Endeffektors eines Roboters oder zum „Brummen“ des Antriebes. Beides ist unerwünscht, da es sich negativ auf das Fahrverhalten einer Achse oder des gesamten Roboters auswirkt.